# Dušan Coufal
Dušan Coufal (* 1978) je český církevní historik, evangelický teolog a klasický filolog.

## Životopis
Je absolventem Evangelické teologické fakulty Univerzity Karlovy v Praze, kde v letech 1998 až 2004 vystudoval evangelickou teologii a 2004 až 2012 pak doktorské studium historické teologie, které ukončil obhajobou disertační práce Polemika o kalich mezi teologií a politikou 1414–1431. Příspěvek k předpokladům basilejské disputace o prvním z pražských artikulů.
Působí v Centru medievistických studií Filosofického ústavu Akademie věd ČR.
Odborně se zaměřuje na církevní dějiny, českou reformaci a na univerzitní písemnictví doby pozdního středověku.

### Ocenění
- 2021 – cena předsedkyně Akademie věd ČR za knihu Turnaj víry[4]